# Benoksaprofen
Benoksaprofen je lek koji spada u grupu nesteroidnih antiupalnih lekova. Na tržište ga je dovela američka farmaceutska kompanija Eli Lili pod trgovačkim imenom Orafleks. Međutim, 1982 godine, nakon što su FDA i Britanska vlada objavili izveštaje o neželjenim efektima i smrtnim slučajevima, lek je povučen s tržišta.

## Spoljašnje veze
|  | Molimo Vas, obratite pažnju na važno upozorenje u vezi sa temama iz oblasti medicine (zdravlja). |